# 第7号钢琴奏鸣曲 (普罗科菲耶夫)
谢尔盖·普罗科菲耶夫的降B大調第七號鋼琴奏鳴曲，作品83（有时被称为“斯大林格勒”），是一首钢琴独奏奏鸣曲，是三首“戰爭奏鳴曲”中的第二首，創作於1942年，1943年1月18日由斯维亚托斯拉夫·里希特在莫斯科首演。這首奏鳴曲的演奏時长從17到20分鐘不等。

## 背景
1939年6月20日，普羅科菲耶夫的密友、職業夥伴、導演弗谢沃洛德·梅耶霍尔德，在排練普羅科菲耶夫的新歌劇《謝苗·科特科》（Semyon Kotko）之前，被内务人民委员部逮捕，并于次年2月2日被处决。儘管他的死讯未被公開证实，在斯大林統治期间也不广为人知，但迈尔霍尔德被捕后不到一个月，他的妻子齐奈达·莱赫就被残忍谋杀，成为了一个臭名昭著的事件。:158僅僅幾個月後，普羅科菲耶夫“应邀”创作了《向斯大林致敬》（Zdravitsa，作品85）來慶祝约瑟夫·斯大林的60岁生日。:159
同年晚些时候，普罗科菲耶夫开始创作他的第六、七、八钢琴奏鸣曲（作品82至84），现常统称为“战争奏鸣曲”。这几部奏鸣曲中包含了普罗科菲耶夫为钢琴创作的最不和谐音乐。传记作家丹尼尔·贾菲（Daniel Jaffé）认为普罗科菲耶夫“已经强迫自己创作了一部欢乐的涅槃招魂之作，而斯大林则想让每个人都相信他已经创造了这样一个极乐世界”（即如《向斯大林致敬》中表达的那样）。而且他还认为，在这三部奏鸣曲中，普罗科菲耶夫“表达了他的真情实感”。:160具有讽刺意味的是：《第七钢琴奏鸣曲》获得了斯大林奖（二等）。

## 结构
这部奏鳴曲共有三个樂章：
1. 躁动不安的快板（Allegro inquieto），B♭大调
2. 温暖的行板（Andante caloroso），E大调
3. 急促地（Precipitato），B♭大调